# Unitat Popular Republicana
Unitat Popular Republicana (en castellà Unidad Popular Republicana) fou una candidatura electoral d'extrema esquerra formada pel Partit Comunista d'Espanya (marxista-leninista) i la Convenció Republicana dels Pobles d'Espanya per a les eleccions generals espanyoles de 1986, amb la intenció de ser una alternativa a l'esquerra d'Izquierda Unida. Hi va obtenir 27.473 vots (0,14%).
També es va presentar a les eleccions locals i autonòmiques de 1986 a 1988. Va obtenir 6.054 vots (0,03%) a les eleccions municipals, 3.309 vots (0,17%) a les eleccions a les Corts Valencianes, 1.433 vots (0,23%) a les eleccions a Corts d'Aragó, 1.102 vots (0,10%) a les eleccions al Parlament Basc i 1.066 vots (0,04%) a les eleccions al Parlament de Catalunya.